# Xenosoma vespertilio
Xenosoma vespertilio är en fjärilsart som beskrevs av Druce 1910?. Xenosoma vespertilio ingår i släktet Xenosoma och familjen björnspinnare. Inga underarter finns listade i Catalogue of Life.